# Ода реставрации Сёва
Ода реставрации Сёва (яп. 青年日本の歌) — японская патриотическая песня, написанная в 1930 г. в качестве гимна для неформального Движения молодых офицеров. Авторство песни принадлежит Миками Таку, морскому офицеру и многолетнему участнику националистических заговоров, однако значительная часть текста представляет собой цитаты из сочинений Дои Бансуя и Сюмэя Окавы. В целом песня была вдохновлена идеями Икки Киты, возглавлявшего движение за ликвидацию демократических реформ эпохи Тайсё и восстановление (реставрацию) традиционалистской абсолютной монархии при новом императоре Хирохито (то есть в наступившую эпоху Сёва). Тем не менее, в 1936 году песня была официально запрещена, поскольку, как считается, вызвала недовольство императора.
Общий смысл песни состоит в резкой критике дельцов (дзайбацу), не думающих о судьбе страны и ведущих её к упадку, — представление, весьма характерное для японских общественных настроений этого времени. Изменить это положение дел должен сильный вождь, в союзе с которым выступают в песне все природные силы. Текст также отсылает к древнекитайскому поэту Цюй Юаню, покончившему с собой из патриотических соображений, и его поэме «Лисао».